# Histoire des mines d'antimoine
L'histoire des mines d'antimoine s'est accélérée avec l'activité économique de la révolution industrielle en Europe, qui a amené à ouvrir des mines un peu partout dans le monde et dans diverses provinces françaises. De 1890 à 1910, la France fut le premier producteur mondial d'antimoine, la plus grande partie produite venant de la région ouest du Haut-Allier dans le Massif central, avec environ 40 000 tonnes extraites dans plus de 30 centres miniers.

## Préhistoire
Selon l'association internationale de minéralogie, l'espèce est reconnue par l'Homme depuis les temps préhistoriques, un topotype possible, mais non exclusif, peut être l'ancienne mine d'argent de Sala dans le Västmanland en Suède.

## Antiquité
Le mot invariable grec stibi désignait une poudre noire servant de fard à paupières ou de peinture à sourcils dans l'Antiquité gréco-romaine. Le mot stibi a évolué, devenant en grec byzantin stimmi, puis ’ithmid en arabe.
Les Romains, promoteurs d'une civilisation céramique, qui possédaient d'excellents métallurgistes en bronze et alliages proches, connaissaient en pratique l'antimoine natif car ils l'incluaient volontairement dans les alliages de coupelles qui conservaient un vin acide à dépôt de tartre. L'ingestion du contenu avec de l'huile avait pour fonction unique de les faire vomir après un festin.

## Moyen Âge
Les alchimistes européens, lointains héritiers de la tradition arabo-persane, désignent par le mot re-latinisé en antimonium à la fois la stibine et le semi-métal antimoine. Il a donné antimoine en français, déjà attesté au XIIIe siècle dans l'Antidotaire Nicolas, et antimony, adapté en anglais probablement au siècle suivant.

## XVesiècle
À partir de 1423, le moine bénédictin Basile Valentin, moine allemand et religieux de l'ordre de saint Benoît, étudie les effets de l’antimoine et lui attribue la vertu de purifier le corps en le débarrassant de ses mauvaises humeurs. Par ailleurs il préconise des bains à base de sel marin et de carbonate de potassium pour lutter contre les maladies de peau,.

## XVIesiècle

### Découverte du grand gisement chinois

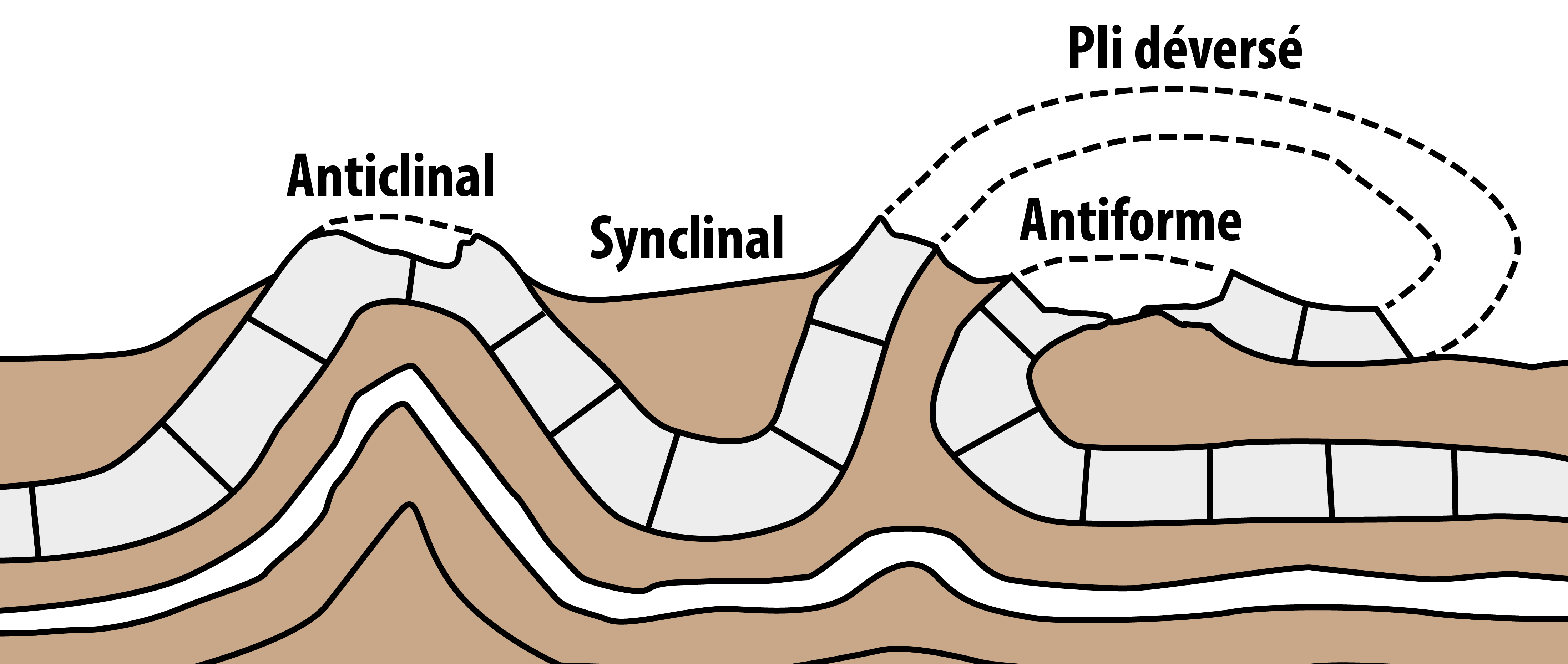
Schéma indiquant les principaux types de plis géologiques.

La mine d'antimoine de Xikuangshan a été découverte en 1521. Elle était à l'origine exploitée pour ses gisements d'étain, et l'exploitation d'antimoine restera longtemps très marginale, compte tenu de besoins modestes en volume. Les ressources d'antimoine de la Chine sont principalement réparties dans les provinces de Guangxi, Hunan, du Yunnan, du Guizhou, du Jiangxi et du Gansu.

## XVIIesiècle

### Premières découvertes en Auvergne
L'histoire de l’antimoine en Auvergne commença timidement au XVIIe siècle. L’usage en était alors limité aux fards, à la poterie, à l’imprimerie et à la confection de fausse monnaie. Vers 1640 des exploitations sont signalées non loin de la vallée de la Sianne à la Fage et dans le ravin de la mine d'antimoine de Dahu à Lubilhac, en Haute-Loire.

### La polémique académique sur les usages médicaux
L'utilisation par voie interne de l'antimoine — traditionnellement considérée comme nocive et très dangereuse pour l'homme — fut à l'origine de la fameuse «guerre de l'antimoine » (1566-1666). Guy Patin, dès qu'il ne s'explique pas la mort d'un patient, la met sur le compte d'un traitement par l'antimoine. À l'opposé, Charles de l'Orme en fait une panacée,.
En 1566 le camp des médecins opposés à l'antimoine est assez puissant pour faire décréter que l’antimoine, en tant que poison, ne doit plus être utilisé en médecine. Et la Faculté ne badine pas : de plus en plus sévère, elle ira jusqu’à exclure le docteur-médecin Pierre Paulmier, en 1609, pour avoir contrevenu à son interdiction,.

## XVIIIesiècle

### L'antimoine natif, en Suède et dans le Dauphiné
L’antimoine natif, tel qu'il  est extrêmement rare de le rencontrer, a été trouvé pour la première fois par Antoine Swab (1763-1809), conseiller des mines, membre de l'académie royale des sciences de Suède. Il l'a découvert par hasard, et en très petite quantité, dans la mine d'argent de Salberg, à Sabla, en Suède, vers 1748. Swab l'a fait connaître en 1748, dans les actes de Stockholm. On l'avait pris d'abord pour du bismuth, puis pour de l'arsenic testacé, ensuite pour une pyrite arsénicale, tenant antimoine. L'antimoine natif se présente sous forme de petites masses lamelleuses. On en trouve aussi ensuite dans les mines d'antimoine à Perela, dans les Marennes du Siennois, en Toscane. Johann Schreiber (1746-1827), un ingénieur des mines d'origine allemande, directeur des mines d'Allemond, en Dauphiné, en a trouvé aussi, sur la montagne des Chalanches, sous la forme d'un  «régule d'antimoine natif arsenical » en grandes lames d'oxydation sous la forme d'une croûte blanche de deux à trois centimètres d'épaisseur, dans la proportion de 16 livres d'arsenic par quintal, et l'a présenté dans un mémoire lu à l'académie des sciences de Paris, le 4 décembre 1781, et publié dans le Journal de physique, du mois de juillet 1783.

### L'invention de l'obus à balles, consommateur d'antimoine
En 1784, le lieutenant britannique  Henry Shrapnel (1761-1842) mit au point une arme anti-personnel plus efficace que les boîtes à mitraille: un étui métallique empli de billes de fer ou de plomb. Son invention accroissait la portée de 300  à   1 100 mètres. Au fil du temps, différentes versions de cet obus à balles vont être perfectionnées, réclamant de l'antimoine pour durcir le plomb des balles à l'intérieur.
L'artillerie britannique attendit 1803 pour l'adopter. Le duc de Wellington employa le shrapnel contre Napoléon, de 1808 jusqu'à Waterloo. La conception fut améliorée par le capitaine E. M. Boxer.

### L'Auvergne
En 1760, la comtesse de Brion fait exploiter artisanalement une mine à Ouche. En 1786, les sieurs Thomas et Tixier y sollicitent une demande d’exploitation, mais sans succès. Entre 1780 et 1810, les géologues régionaux identifièrent les principaux filons.
Vers 1726 commencent les premières fouilles sur le grand filon de La Bessade qui ne se présentait alors que comme une maigre formation renfermant surtout des oxydes. Il faudra cependant attendre 160 ans et le XIXe siècle pour que commence sa véritable mise en valeur qui durera près de cinquante années.

### La Corse
Les trois sites miniers corses d'antimoine sont situés le long du Cap Corse. Aux mines d'antimoine de Meria, comme à celle d'Ersa et à la mine d'antimoine de Luri, la découverte d’antimoine date d'une période très ancienne. Les indices sont déjà indiqués dans le plan Terrier dès la fin du XVIIIe siècle, quand règne une ferveur pour la recherche et l’exploitation des minerais, dans toute la Corse.

## XIXesiècle
L'antimoine devient le métal d'une nouvelle industrie qui se développe dans les années 1820 et les années 1830 en Angleterre puis en France et en Allemagne. Les tirages des journaux sont encore modestes mais leur nombre explose et chacun d'eux a sa propre imprimerie, avec des caractères en plomb, qui doivent être durcis en l'alliant à de l'antimoine.
Dans la seconde moitié du XIXe siècle, un autre débouché commercial émerge pour l'antimoine, celui des obus à balles de plomb, car  il faut durcir ces dernières pour les rendre plus meurtrières.
En Algérie, les gisements d'antimoine, exploités dès le milieu du XIXe siècle, comportent de la sénarmontite, d'Henri Hureau de Senarmont (1808-1862), au Djebel Hammimat, de la valentinite au Djebel Senza tout proche, de la stibine au Djebel Taya (sv), de la nadorite à la mine du Nador N'Baïls et de la cervantite à Aïn Kerma.

### Années 1800
L'État semble dès l'Empire extrêmement vigilant sur l'accessibilité à l'information minière, et sa conservation. Le décret du 18 novembre 1810 oblige tout concessionnaire de mine à établir constamment un registre de contrôle journalier des ouvriers employés, soit à l'intérieur, soit à l'extérieur des travaux et un plan constatant l'avancement journalier des travaux, "dont il sera utile de conserver le souvenir". Il doit aussi tenir un registre d'extraction et de vente et fournir au préfet tous les ans, et au directeur général des mines, chaque fois qu'il en fera la demande, l'état certifié de ses ouvriers, celui des produits en nature de son exploitation, et celui des matériaux employés

### Années 1810

#### La fièvre minière sur les hauts alpages du Cézallier
Dans premier tiers XIXe siècle et surtout la décennie qui suit, une fièvre minière s’empare de la région du Cézallier et des vallées qui le traversent ou l'enserrent, en raison de  l’essor de l’industrie mécanique. La mine d’antimoine d'Anzat-le-Luguet est découverte en 1814 par Jean Bertier d'Auzat, qui quatre ans plus tôt avait fait une demande de concession pour la mine d'antimoine d'Ouche, toute proche.
Une ordonnance du 19 novembre 1817 donne aussi à Jean Bertier d'Auzat la concession des mines d'antimoine de la Licoulne et de la Bessade, communes d'Ally et de Mercœur, dans le département de la Haute-Loire, sur une étendue de quinze kilomètres carrés. Le filon principal, dit la Licoulne, sera repris dans les profondeurs, prévoit l'ordonnance, et pour cela la galerie d'écoulement déjà exécutée sera remise en état, dans les cinq années à partir de la date de l'acte de concession, de manière qu'elle puisse servir au roulage du minerai. L'ordonnance rappelle les décrets des 18 novembre 1810 et 5 janvier 1815, prévoyant que le concessionnaire tiendra constamment un registre de contrôle journalier des ouvriers employés, soit à l'intérieur, soit à l'extérieur des travaux et un plan constatant l'avancement journalier des travaux, "dont il sera utile de conserver le souvenir". Il doit aussi tenir un registre d'extraction et de vente et fournir au préfet tous les ans, et au directeur général des mines, chaque fois qu'il en fera la demande, l'état certifié de ses ouvriers, celui des produits en nature de son exploitation, et celui des matériaux employés.

### Années 1820

#### Jean Bertier d'Auzat accumule les concessions
La mine d'antimoine d'Ouche est accordée en 1826 à Jean Bertier d'Auzat, le premier grand chercheur de filons, alors qu'il a déjà obtenu en 1821 celle d'Anzat-le-Luguet, à quelques kilomètres,.
Dès 1830, il est le seul propriétaire des trois premières concessions d'antimoine d'Auvergne: 
- la concession de la Licoulne sur les communes d’Ally, de Villeneuve d’Allier, de Mercoeur (Haute-Loire) et de la Chapelle-Laurent (Cantal)[5].
- la concession d’Ouche sur les communes de Massiac, Blesle et Auriac[5].
- celle d’Anzat-le-Luguet (Puy-de-Dôme) et Leyvaux (Cantal) non loin de Laurie et Molèdes[5].

### Années 1830

#### L'impact du succès de l'imprimerie
Dans les années 1830, l'antimoine sulfuré vaut de 70  à   80 francs le quintal métrique, car il trouve des débouchés importants dans les alliages de plomb, durcis à l'antimoine, utilisés pour fabriquer des caractères d'imprimerie, alors que l'industrie de la presse connait une forte expansion. Les journaux n'ont encore que des tirages modestes mais ils se multiplient, profitant du succès de la publicité inventée par Émile de Girardin et de l'apparition de très nombreuses agences de presse après les "Trois Glorieuses" de la Révolution de 1830.

#### Les concessions auvergnates de 1837 et 1838
Sur les hauts alpages d'Anzat-le-Luguet, est accordée en 1837 une concession d’exploitation à la mine d'argent et d'arsenic du Bosberty, rapidement dotée d'une petite usine, pour traiter trois mille quintaux de minerais d’arsenic en trois ans. La concession a été revendue par le propriétaire de la Mine d’antimoine d'Anzat-le-Luguet.
Plus au sud, le filon d'antimoine de la mine d'antimoine d'Ouche est exploité de 1838 à 1851, grâce à la construction proche d’un four à liquidation, puis en 1869-1872.

### Années 1840

#### Découvertes au Djebel Hammimat en 1845
Des gisements sont découverts dans le Constantinois algérien le 30 juillet 1845 par Fournel, ingénieur en chef des mines de l'Algérie et Dubocq, tous deux sur la piste de « mines de cuivre exploitées par les Romains » au sud-ouest du point culminant du djebel Sidi Rgheiss et près du djebel Hammimat. Situé à 90 kilomètres au sud-est de Constantine et 60 kilomètres au sud de Guelma, sur le territoire des Haractas, l'ensemble borde le plateau de Sensa (appelé djebel Sensa, ou djebel Sanza) et la fontaine d'Aïn Babouche.
À la Belle Époque, la mine d'antimoine du djebel Hamimat livrera aux collectionneurs des géodes de fines aiguilles de stibine, tapissées de croûtes fibreuses de kermésite, parfois avec des sphérolites à structure hachée ou de houppes d'aiguilles de kermésite, l'ensemble est associé à de la sénarmontite, mais l'extraction ne trouve sa vocation industrielle qu'un peu plus tard.

### Années 1850

#### Les obus à balles plébiscités par l'Armée britannique
En 1852, le gouvernement britannique, en pleine période victorienne, l'armée britannique donne aux obus à balles le nom de leur inventeur, peu avant la guerre de Crimée, qui sera suivie par deux conflits militaire en Europe au cours desquels la Prusse de Bismarck joue la carte technologique pour vaincre l'Autriche-Hongrie et la France.
L'invention est perfectionnée à la fin du siècle : l'obus M, créé en 1897, à parois d'acier très mince, contenait 290 balles en plomb durci à l'antimoine de 12 grammes chacune, mélangées à de la poudre noire, et l'obus A en général 261 balles. Leur version de 1911 pour la défense antiaérienne, avait 240 balles.

#### La redécouverte des sites miniers corses
Les trois sites miniers corses d'antimoine sont situés le long du Cap Corse. Aux mines d'antimoine de Meria, comme à celle d'Ersa et à la mine d'antimoine de Luri, des indices sont déjà indiqués dans le "plan Terrier" dès la fin du XVIIIe siècle, quand règne une ferveur pour la recherche et l’exploitation des minerais, dans toute la Corse, qui reprend dans les années 1850-1860.
Une concession minière est créée par le décret du 9 août 1851  pour les mines d'antimoine d'Ersa, les plus anciennes. Confrontée à des dissensions entre concessionnaires, elles n'ont produit que 2 000 tonnes. Le gisement de Méria (Vallone, San Martino), le plus grand des trois, a permis d'extraire 5 600 tonnes à partir de la fin des années 1850, en deux périodes successives, 1858-1864 et 1878-1913. Celui de Luri (Castello, Spergane), le plus récent des trois, a extrait 3 400 tonnes à partir de 1863.
Durant les années 1870, la statistique de l'industrie minérale recense 15 à 40 mineurs dans l'exploitation de Luri. Dans les années 1885, la chute du cours du minerai contraint les concessionnaires à cesser l'activité. La vente de la production est faite à Arthur Castell-Southwell, vice-consul d'Angleterre à Bastia, qui  avait auparavant multiplié les achats de minerais pour des industriels anglais. La concession de Luri est cédée en 1889 à sa société à capitaux anglais, "Wiens, Novelli et Southwell", investie dans d'autres exploitations dans l'île (Meria, Argentella et Lozar et on atteint en 1893 le niveau -150 mètres. Le concessionnaire anglais fait installer deux machines à vapeur et emploie chaque année entre 150 et 200 personnes, dont la grande majorité est italienne.
La décennie 1890 inaugure une grande activité, avant de connaître une baisse progressive de la production, due à la chute des cours, consécutive à l'arrivée sur le marché européen des antimoines chinois. Entre 1890 et 1897, 130 à 200 ouvriers sont occupés chaque année à Luri, en 1899 ils ne sont plus que 30.

### Années 1860
Les mines d'antimoine du lac George, dans la province canadienne du Nouveau-Brunswick sont découvertes en 1861 par John Henneberry, un prospecteur de Saint John, puis visitées en 1863 par Loring Bailey, qui a entrepris un levé des minéraux et des mines pour le gouvernement du Nouveau-Brunswick. Bailey fut enthousiasmé par le potentiel d’extraction d’antimoine de la mine, mais bien moins par les activités minières en cours. Les métaux forment une association tungstène-molybdène-antimoine-or, ce qui facilite leur valorisation. La mine sera
exploitée de façon sporadique pendant près d’un siècle. Peu après, la Commission géologique du Canada signale la présence d’un gisement d’antimoine, dans le canton de
South Ham, au Québec.

### Années 1870

#### Les mines d'antimoine et d'or d'Afrique du Sud

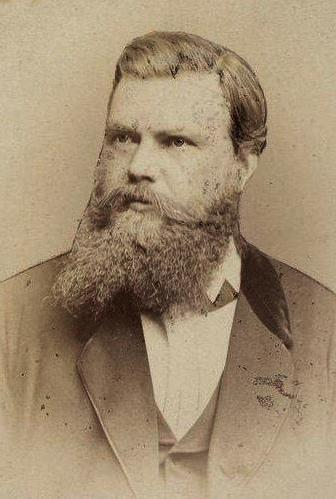
Karl Mauch.

Les mines d'antimoine du Murchison Range sont découvertes en 1866 par l'explorateur allemand Karl Mauch, qui parcourt le Mashonaland central en direction du Zimbabwé. Le 5 septembre 1871, il a aussi découvert les fabuleuses ruines et les impressionnantes murailles de pierre du site archéologique du Grand Zimbabwe, qui n’ont pas révélé tous leurs mystères. Il considérait que ces ruines étaient les restes de la cité biblique d'Ophir, la cité d'origine de l'or donné par la Reine de Saba au roi Salomon.
L'exploitation des mines d'antimoine du Murchison Range débute au tout début des années 1870. Elles sont situées après un baobab, sur 12 miles, à l'ouest du Parc Kruger, dans la ligne de collines qui s'étend sur quelques miles à l'ouest de Leydsdorp, capitale de la ruée vers l'or qui démarre alors, alors qu'on n'est pas encore conscient de la présence de l'antimoine, qui s'étend entre les mines Invicta, Free State, Gravelotte, dotées de fortes teneurs en or. L'extraction d'antimoine, connue des navigateurs portugais, passera aux mains des européens en 1892. Ce gisement fera de l'Afrique du Sud le premier producteur mondial, devant la Chine, qu'elle dépasse à la décennie suivant avant de s'incliner finalement devant elle. La mine de Gravelotte est la plus grande, avec une production de 8 000 tonnes de concentrés d'antimoine.

#### L'impact de la guerre de 1870
L’antimoine devient lors de la Guerre de 1870 un matériau stratégique car il entre à hauteur de près de 25 % dans les alliages à base de cuivre ou de plomb composant les ceintures d’obus, pour les durcir, et tout comme dans les alliages de plomb des centaines de billes mises dans le cœur de ces obus. C'est l'époque où l'extraction s'intensifie en Auvergne.

#### La découverte des mines de Nakety, en Nouvelle-Calédonie
En Nouvelle-Calédonie, la production de nickel démarre en 1875 sur les sites découverts par Jules Garnier et en 1877, deux sociétés se lancent dans l'exploitation de la "garniérite". Au même moment, l'antimoine est signalé en 1876, dans le Nakety, grâce à plusieurs affleurements de minerai très riche, entre Canala et Nakety.
Les mines d'antimoine de Nakety sont actives à partir de 1879. Le site le plus connu est le "gisement Arsène". En 1882 une exploitation se développa à plus grande échelle et dura jusqu'en 1885. "On se dispose" à "construire à Nakéty (côte est) des hauts-fourneaux pour la fonte du précieux minerai", indique une correspondance adressée à la Gironde, de Nouméa, le 8 octobre 1883. Dès août 1883, trente tonnes sont embarquées par des bateaux reliant Nakéty à Nouméa puis expédiées à destination de l'Europe. Un tramway de 1 500 mètres relie la mine à la route de Nakéty à Canala. Mais par la suite la teneur moyenne plus basse des minerais extraits (20 à 25 % d'antimoine) a empêché l'exploitation d'en être rémunératrice. Ensuite, en mars 1894, un télégramme envoyé par Julien Georges, propriétaire à Canala atteste de la reprise de l'exploitation.

#### La mine du Nador N'Baïls alimente les fonderies belges
La mine du Nador N'Baïls, près des vestiges de l'occupation romaine, dans le massif montagneux qui s'enfonce au sud de Guelma, est étudiée lors de la forte croissance économique mondiale des années 1850, mais son potentiel n'est vraiment découvert qu'en 1869 par Francis Laur, ingénieur de la Société des mines et fonderies de zinc de la Vieille-Montagne, et se développe dans les années 1870. Le grand fondeur historique des non-ferreux en Belgique tire de cette mine un zinc au début dédaigné, avant de devenir un des plus purs et des plus recherchés de la société, qui en fait un "zinc d'art excellent". Les gisements de zinc de plomb, bien qu'en fin de vie, continuent de voir leur minerai transporté par charrettes sur 15 kilomètres, jusqu'à la voie ferrée construite en 1865 vers le port d'Annaba, d'où le minerai part en Belgique vers la fonderie d'Hollogne-aux-Pierres, qui fournissait dès 1872 la totalité du "blanc de zinc" de la Société des mines et fonderies de zinc de la Vieille-Montagne. L'antimoine prendra ensuite le relais du zinc et du plomb, à grande échelle, lors de la Première Guerre mondiale.

### Années 1880
Les grands maîtres de  l'antimoine des années 1880 deviennent les propriétaires de fonderies qui, en fonction de leur prix de revient et de leurs ambitions, décidaient du prix d’achat du minerai sur place sans prendre les risques d’une exploitation, toujours aléatoire, ni les charges souvent lourdes du transport, déléguées aux mineurs aux moyens encore artisanaux.

#### Des Anglais en Auvergne
En 1881, la mine d'antimoine d'Ouche est louée pour dix ans au Comptoir des mines d’Antimoine d’Auvergne, connu sous le nom de "Société anglaise"
.

#### Gros investissement aux mines d'antimoine du lac George
Les mines d'antimoine du lac George sont reprises par la "Lake George Mining Mining and Smelting Company", qui est fondée en 1880 avec un capital d'un demi-million de dollars par des investisseurs de Boston et du Canada, quatre ans après le début de l'exploitation de manière plus rationnelle.

#### L'invention du "grillage volatilisant"

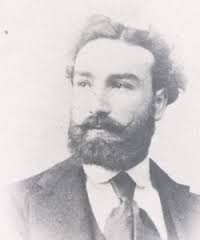
Emmanuel Chatillon, entrepreneur des mines d'antimoine d'Auvergne, qui réussit à racheter celle de son principal concurrent

Emmanuel Basse Vitalis achète au comte de Mourgue le château de La Fage, à Saint-Étienne-sur-Blesle, dans les années 1880, puis se lance dans l’antimoine.
Emmanuel Chatillon, industriel à Brioude, vient le concurrencer en créant en 1886 une autre fonderie d'antimoine, forte du dépôt deux ans plus tard d'un nouveau brevet d'affinage par "grillage volatilisant" permettant de traiter les minerais pauvres, très nombreux dans la vallée de la Sianne.
Emmanuel Basse Vitalis se défend en acquérant plusieurs concessions, dont l’importante mine d'antimoine de Pressac, découverte en 1893, qu'il équipe d'une fonderie. Nichée dans les gorges de l’Alagnon, au "Babory" de Blesle", sur les confins du massif du Cézallier, l'usine  est située, au confluent de la petite vallée de la Sianne, centre des gisements d'antimoine.

#### La découverte d'antimoine à West Gore, en 1884 en Nouvelle Écosse
Dans la péninsule de Nouvelle-Écosse, au Canada, John McDougall, fait la découverte en 1880, sur les champs de sa ferme, des mines d'antimoine de West Gore, dans le comté de Hants. Une mine ouvre en 1884, opérée par le même McDougall, associé à John T. Wallace et Joshua Brison. Deux puits sont creusés de 53 mètres de profondeur chacun. Environ 600 tonnes d'antimoine à forte teneur sont expédiées en Angleterre. De nouveaux gisements sont découverts, avec des puits plus profonds, jusqu'à trois cents mètres, en 1887 par Gould Northup et en 1899 par McDougall. En 1903, la mine est vidée de son eau, trois autres puits sont creusés jusqu'à 130 mètres et en 1904, c'est la "Dominion Antimony Company"  qui réussit à extraire de l'antimoine associé à de l'or et de l'argent.
Débutée en 1884, la mise en exploitation d’un gisement d’antimoine à West Gore se
poursuivra jusqu’en 1917. L'American Metal Company de New York investit également aussi dans les mines d'antimoine de West Gore en 1906 et entrera en conflit avec les opérateurs déjà présents. Les capitaux américains étaient déjà investis dans les mines du Nouveau-Brunswick, dans la province voisine (Queen's Manganese Company et Hibbard Antimony Company). Les mines d'antimoine de la "Dominion Antimony Company" sont rachetées en 1909, par la "West Gore Antimony Company", qui deviendra elle-même la "Canadian Antimony Company". Le Canada. Le "Dominion Bureau of Statistics" fait ensuite état en 1917 d'une production annuelle de 1 341 tonnes de minerai d'antimoine contenant plus d'un million d'onces de métal.

### Années 1890
Entre 1890 et 1908, la France a occupé le premier rang mondial pour la production d'antimoine, même si la Chine commence à produire significativement.

#### Les mines chinoises
En Chine, la mine d'antimoine de Xikuangshan commencent à produire significativement de l'antimoine en 1892, à l'époque où le marché prend aussi son essor en Europe.

#### Les mines indochinoises
Arrivé au Tonkin en 1886, en même temps que Paul Bert, l'entrepreneur français Charles Vézin fut l'un des principaux entrepreneurs de travaux publics et du secteur minier d'antimoine dans les colonies. En 1894, les échantillons de sulfure d'antimoine provenant des mines antimoine de Mathé à Monkay, appartenant à Vézin et Devaux, sont commercialisés sur le marché mondial et une mine d'antimoine ouverte près de Monkay. Mais les progrès de l'exploitation sont rapidement compromis par des pirates, qui ont enlevé  l'ingénieur principal, dans la mine, et le directeur à Phu Lang Thuong, poste français le plus avancé sur la route mandarine, non loin duquel a eu lieu l'Embuscade de Bac Le, au cours de l'expédition du Tonkin de juin 1884.
Au Tonkin, Charles Vézin élargit à un mètre la ligne de chemin de fer de Lang Son à Phu Lang Thuong. Pour abaisser les coûts, l'association Schneider lui permet d'emporter le marché en novembre 1896.

#### La découverte du gisement de Mayenne
En France, le gisement d’antimoine de "La Lucette", sur la commune de Genest Saint Isle, en Mayenne, a été découvert par hasard en 1891, lors de l'exploitation d'une carrière de pierre par un agriculteur. En 1898, un ingénieur métallurgiste avisé, Henri Herrenschmidt, entreprend la recherche de filons, qui se traduit par l'extraction, de 1898 à 1934, de 42 000 tonnes d'antimoine et de 8,7 tonnes d'or. En 1898 est créée la Compagnie des mines de La Lucette, société anonyme française détenue par la banque Mirabaud et Cie,.

#### La Bretagne, à partir de 1892
En Bretagne, dans le département d'Ille-et-Vilaine, l'exploitation a commencé à l'initiative de la « Société des Mines du Semnon » en 1892, à 3 km à l'ouest de Martigné-Ferchaud, sur la rive nord de la rivière Semnon.
Six ans plus tard, la Compagnie des mines de La Lucette a installé au moulin du Bas-Coudray, à Genest (Mayenne), un laboratoire d'étude de l'extraction et du traitement de l'antimoine, avec ensuite une mine et une fonderie. La compagnie exploita aussi un gisement d'antimoine à Kerdévot, en Ergué-Gabéric (Finistère) entre 1913 et 1928. Le minerai était extrait, lavé, trié, mis en sac, puis expédié par le train de Quimper à la fonderie de Le Genest-Saint-Isle. En 1916, la société arrêta l'exploitation sur ce site et entreprit le démontage des installations, puis reprit des recherches en contrebas de Niverrot en 1927.

#### Le Djebel Taya, exploré en 1847, exploité en 1890
Les premières autorisations défaire des recherches de stibine dans le Djebel Taya datent du 7 novembre 1845 et 10 octobre 1846, mais les fouilles ne commencent qu'en 1847. De 1850 à 1853, M. Dervieu, de Marseille, fut autorisé à explorer la région. Le 7 décembre 1889, puis en 1890, Antoine-Eugène Cromarias, propriétaire et ingénieur civil au Fraisse, dans la commune de Gouttières (Puy-de-Dôme) et le canton de Saint-Gervais-d'Auvergne, dans le département du Puy-de-Dôme, sollicite la concession de la mine, qu'il obtient en 1891.
Une dizaine d’excavations sont ouvertes sur les versants nord et ouest du Djebel Taya, et l’exploitation peut commencer en 1895, mais « l’avilissement des cours des métaux a été cause de la faible extension donnée, ces temps derniers, aux travaux de la mine du Taya ».

#### La grande fonderie du Babory de Blesle

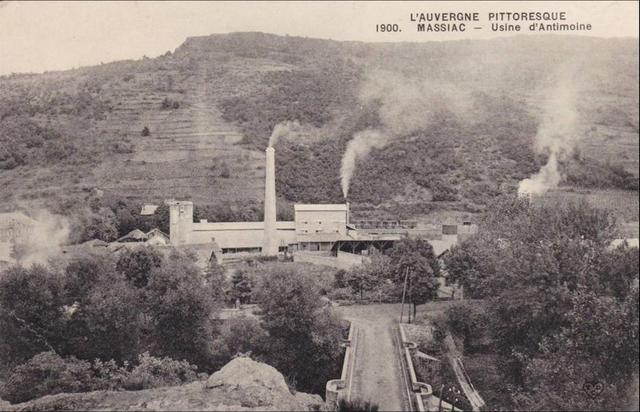
Usine d'antimoine du Babory en 1900 à Massiac

Pour alimenter son usine en matière première, Emmanuel Chatillon obtint pour sa part la concession de la mine d'antimoine de Conche (Cantal), le 20 avril 1893, mais aussi celles de Massiac, Brioude, La Bessade, Lubilhac et à la mine d'antimoine d'Ouche, près de Massiac, à la confluence du ruisseau Bussac et de l'Alagnon. Dans les années suivantes, les deux mineurs auvergnats subiront la concurrence du gisement de La Lucette, en pleine expansion.

## XXesiècle

### Années 1900
La production mondiale des mines d'antimoine passe de 8000 à 5 000 tonnes dans la première moitié des années 1900, puis elle rebondit et décolle au cours de la seconde moitié de la décennie, jusqu'à 18 000 tonnes, un triplement en quelques années.
La croissance de l'industrie automobile constituera un nouveau débouché: l'ajout d'antimoine au plomb indure ce dernier, améliore les caractéristiques de charge et réduit les dégagements d'hydrogène des batteries, qui représenteront 26 % des débouchés en 2011. Puis ce sera les textiles synthétiques, pour lesquels l'ajout de petites quantités de trioxyde d'antimoine améliore et fiabilise les propriétés ignifugeantes des composés halogénés retardateurs de flamme, qui représenteront 52 % des débouchés en 2011.

#### Les mines de Chilcobija en Bolivie, dès 1900
L'antimoine se rencontre, en général, en Bolivie, dans les mêmes régions que l'étain, minerai extrait en grande quantité par le pays dès la fin du XIXe siècle. Les mines de Chilcobija sont exploitées dès 1900 dans la ville de Tupiza, en Bolivie, près de la frontière argentine, pour des minerais traités par flotation, riches aussi en argent, plomb, cuivre, étain, zinc. Les mines d'antimoine sont situées à 4 100 mètres d'altitude dans la Cordillère des Andes, sur le territoire ancestral des Chichas. La production sera ensuite arrêtée après l'épuisement causé par la Première Guerre mondiale, mais reprendra en 1933.

#### Le brevet auvergnat de 1902, sur fond de ruée vers l'antimoine
Lors de l'Exposition universelle de 1900 à Paris, Emmanuel Chatillon présente les travaux et les produits d'Auvergne. Il obtient plusieurs prix et une vraie reconnaissance scientifique et industrielle. Le 7 janvier 1902, il obtient aussi le brevet pour son nouveau procédé de traitement des minerais d’antimoine par un grillage au four.
La ruée vers l'antimoine causa des violences, comme l’agression à main armée de mineurs occupés à creuser une galerie, en 1907 à Saint Just, près de Brioude. À la suite de cet homicide, le tribunal correctionnel du Puy rend son verdict : le plus coupable des agresseurs, celui qui brandit l’arme à feu, est condamné à 48 heures de prison et ses comparses sont acquittés. Dès 1891, à l’âge d'or des mines, F. A. Barthomeuf avait abandonné son cabinet de notaire, selon les Annales des Mines de l’année 1904, dans une période où il s’accordait beaucoup de concessions, pour devenir directeur des mines de Cunlhat dans le Puy-de-Dôme, avant de s’investir personnellement dans des travaux de recherches sur l'antimoine, au- dessous du hameau d’Apcher, dans la commune d’Anzat-le-Luguet. Puis il s’attaquera à des filons d’Antimoine du secteur d’Ally et, enfin, ouvrira la petite mine de Plomb-Argentifère de Paulhac, près de Brioude . Dans la petite localité d’Auriac l’Eglise, dans le canton de Massiac et aux portes du Cézallier, six filons d'antimoine furent être recensés, pas moins d’une trentaine de personnes, venant porter connaissance à l’autorité du maire, de la découverte d’une veine minéralisée, soit dans leurs propres fonds, soit dans ceux d’autrui

#### Le décollage du gisement de Mayenne en 1903-1904
La Compagnie des mines de La Lucette voit surtout sa production s'envoler  après la découverte en 1903 que la stibine, ou sulfure d'antimoine, est fréquemment aurifère. L'extraction est renforcée en 1904, lors de l'arrivée d'un nouveau patron, Pierre Theuriot, jusque-là directeur de la Compagnie du Boléo, exploitant du cuivre en Basse-Californie, au Mexique, une autre société détenue par la banque Mirabaud et Cie.
Une augmentation de capital créé 40 000 actions, accordant 44 % des bénéfices aux nouveaux actionnaires et les mines de la société, dès 1908, fournissent en produits antimoniés le quart de la consommation mondiale d'antimoine. En 1909 c'est 3 000 tonnes à 4 000 tonnes tonnes. La Compagnie des mines de La Lucette a extrait 1910 environ 7 600 tonnes de minerai d'antimoine et 740 kg d'or pur pour le seul gisement de Mayenne. La double rentabilité, dans l'or et l'antimoine, de ces quelques années d'exception a permis de racheter d'autres mines, en Métropole et en Algérie, un peu avant et après la Première Guerre mondiale, qui épuise le gisement de Mayenne, en déclin après le conflit, les mines étant ensuite abandonnées en 1934.

#### La guerre russo-japonaise de 1904 stimule les cours mondiaux
Lors de la guerre russo-japonaise de 1904 et 1905, qui fait grimper les cours de l’antimoine, utilisé pour durcir le plomb consommé dans les armements, Emmanuel Basse Vitalis tient à respecter les termes d'un contrat de livraison, ce qui accroit ses difficultés financières, car il ne peut bénéficier de la hausse des prix de vente. Il connait quelques difficultés à cause de ses clients étrangers comme la Russie, qui connait une première phase de Révolution et d’autres emprunteurs malveillants.
Au même moment, Emmanuel Chatillon vend son usine de Brioude à la Société franco-italienne « Miniere e Fonderie d’Antimonio » et ses concessions minières d’Ouche, la Licoune, la Bessade, Conche dans la vallée de la Sianne, et du Dahu pour un demi-million de francs, pour agrandir son usine du "Babory" de Blesle, installer deux centrales électriques, un raccordement privé au chemin de fer et une cheminée de trente mètres de hauteur inaugurée en 1907. Dans la foulée, avant la Première Guerre mondiale, il rachète les mines de son concurrent Emmanuel Basse Vitalis, qui a échoué en 1912 à créer une société anonyme, basée à Lille, au capital de 2,6 millions de francs.

#### La crise de 1905
La mise en exploitation, à partir de 1905, des premiers gisements de tungstène, à la suite de la découverte du wolframite renforce l’accès de la France au premier rang mondial de l'antimoine. "Wolf-le loup" était le terme générique de l’antimoine avec lequel le tungstène, sous forme de minerais, a longtemps été confondu. Les cours mondiaux connaissent une première période de forte volatilité, avec des niveaux variant de un à trois, vers 1905. Mais seules la Compagnie des mines de La Lucette et quelques concurrents ont pu peser cependant sur le marché international, en 1904-1905. Alors premier producteur mondial, cette société rétablit le niveau normal des cours par un arrêt de six mois de ses productions. En décembre 1904, la Compagnie des mines de La Lucette est reconstituée avec un capital de 2,25 millions de francs, soit dix fois celui levé l'année précédente, et à sa tête Joseph Faure et un banquier italien, le baron Léonino, qui fera construire cinq ans plus tard le château de Montvillargenne. La taille des puits est agrandie, pour chercher de l'or, ce qui permet au passage d'extraire plus d'antimoine.
La découverte du gisement de Rochetrejoux en Vendée en 1905
C'est en curant sa mare qu'un agriculteur de Rochetrejoux découvre un morceau de stibine (Sb2S3), l'un des minerais de l'antimoine. Très rapidement, l'ingénieur, présent au village de la Ramée du Boupère qui exploitait un très petit gisement, entreprit des travaux de prospection. L'importance du gisement entraîne très rapidement une exploitation et un premier puits, le puits Marze, est foncé jusqu'à 30 mètres de profondeur. Insuffisamment fonctionnel, un second puits, le puits neuf, sera foncé jusqu'à 130 mètres de profondeur et débouche sur des galeries à -10, -30, -45, -75,-110 et -130m. Plusieurs km de galeries sont creusées et de 1905 à 1928 plus de 16 000 tonnes de minerai seront remontés. En 1908 une fonderie est construite pour exploiter le minerai et le transformer en régule, en trioxyde ou autres. L'exploitation de Rochetrejoux était alors la plus importante d'Europe et la Société des Mines d'Antimoine alors créée expédiait les produits de sa fabrication vers des entreprises françaises (automobiles, armements, compagnies des chemins de fer, etc.). L'exploitation faisait vivre de nombreux ouvriers venant de la commune, des communes alentour, des départements voisins et plus éloignés, et des étrangers (Réfugiés belges, Polonais, Espagnols et même des prisonniers allemands en 1916). La Première Guerre mondiale ralentira fortement l'exploitation qui perdurera jusqu'en 1928. Plusieurs campagnes de prospection ont lieu lorsque le cours de l'antimoine grimpe fortement. Actuellement l'antimoine est importée principalement de Chine. Dans le sous-sol de la commune, les rapports de prospection indiquent l'existence de filons en direction du Sud.

#### L'Algérie, après 1906
Le succès de la fonderie de la Compagnie des mines de La Lucette en Mayenne pose la question de son approvisionnement à long terme, les gisements d'antimoine étant par essence difficiles à cerner en termes de volumes.
Les gîtes d'antimoine d'Aïn Kerma ont été redécouverts en 1913, date à partir de laquelle la Compagnie des mines de La Lucette s'y investit, car les préparatifs de guerre augmentent la demande d'antimoine, pour durcir le plomb utilisé dans l'armement. La Compagnie des mines de La Lucette lance une étude, menée par le professeur de géologie et de minéralogie Henri Douxami, de l'Université de Lille, sur les minerais de cervantite du Khéneg à Aïn Kerma.

### La Première Guerre mondiale
La première moitié de la décennie voit la production mondiale poursuivre son envol : de 18 000 tonnes elle grimpe jusqu'à 63 000 tonnes en 1916, en pleine guerre, un sommet qui ne sera plus égalé avant six décennies.

#### Le contexte industriel avant la guerre: la rivalité franco-allemande
La rivalité militaire franco-allemande se manifeste dès les années précédant la guerre. En 1911, le gisement algérien du Djebel Hammimat est reprise par la Société des Mines de Rarbou et Sakamody, soutenue par la banque Beer, Sondheimer et Cie, basée à Francfort.
Les capitaux allemands sont investis, via également cette banque, en Belgique, dans la Compagnie Métallurgique de la Campine qui produit avant la guerre de l'antimoine et du cuivre et possède des ateliers de récupération de l'antimoine, à Beerse, à cheval sur le canal Avers Turnhout, à mi-chemin entre le port d'Anvers et le bassin houiller de la Campine.
Fondée en décembre 1908, la Compagnie des métaux rares a investi dans l'usine de Beerse, dans les deux plus grands fours à réverbère du monde pour l'antimoine, afin de récupérer des fonderies chinoises. Peu après, son succès est contrecarré par l'agitation politique en Chine. Elle se retrouve en difficulté en mai 1912. Recapitalisée par la banque Beer, Sondheimer et Ciede Francfort, elle renaît de ses cendres en décembre 1912 sous le nom de Compagnie Métallurgique de la Campine. Un Allemand siège à son conseil d'administration. Également dans le secteur anversois, Overpelt, la firme Wilhelm Schulte & Cie, productrice de zinc, a construit en 1890 différentes usines pour la production de cuivre, de vanadium, d'antimoine, de sulfate de cuivre et d'acide sulfurique. L'influence allemande croissante dans la filière plomb et zinc, se double d'une volonté de récupérer les déchets, selon un observateur un siècle plus tard.

#### Les mauvaises surprises de la "guerre industrielle"

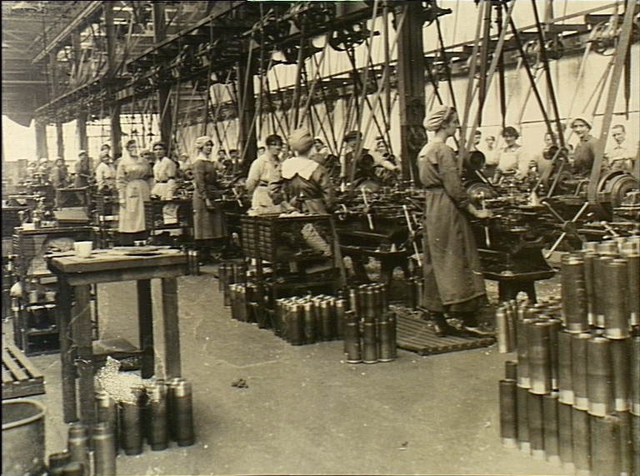
Munitionnettes travaillant à la production d’obus, au Royal Arsenal en Angleterre.

Au cours de la Première Guerre mondiale, les 400 000 marins des flottes anglaise et française devaient écraser les 120 000 marins de l’Allemagne. D'où l'offensive terrestre de l'Allemagne, mieux équipée en artillerie: 1260 canons de 105 millimètres contre seulement 300 pièces françaises, ce qui mène rapidement à la guerre de tranchées. Le succès des 350 sous-marins allemands neutralise les flottes adverses, ce qui oblige les alliés à se concentrer à leur tour sur l'artillerie, où l’Allemagne conserve sa supériorité numérique jusqu'en 1916.
Durant la Première Guerre mondiale, dans le cadre d’une économie dirigée par l’État Français, une activité minière forte dans l'antimoine se maintient de manière artificielle.
Pendant les deux premières années du conflit, la demande et les cours mondiaux sont multipliés par quatre. L'Algérie a exporté 497 tonnes de minerais d'antimoine en 1913, puis environ un millier de tonnes d'antimoine avant la Première Guerre mondiale, chiffre qui est multiplié par 28 en deux ans, avec le conflit, et se maintient à 17 190 tonnes en 1917. La demande d'antimoine s'envole pendant les hostilités, pour durcir le plomb utilisé dans bon nombre d'armes.
Ensuite, juste après la Première Guerre mondiale, les cours sont au contraire divisés par sept.

#### La crise des obus de 1915

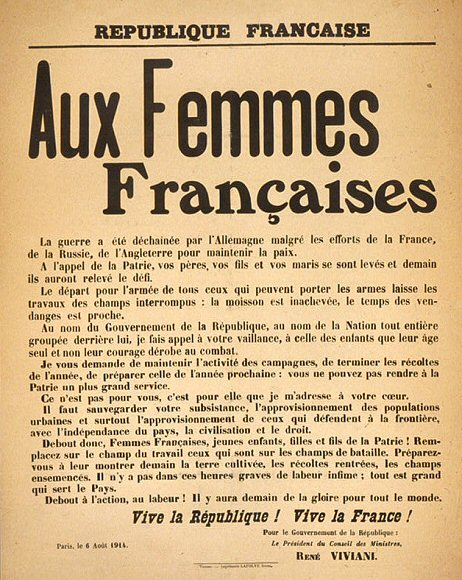
« Appel aux Femmes Françaises » lancé René Viviani le 7 août 1914 afin de mobiliser les femmes des campagnes pour assurer les moissons et les vendanges.

Dès le début de la Première Guerre mondiale, l'obus à balle, avec fusées réglables, frappe massivement les troupes à découvert et représente la moitié des munitions des batteries de 75 mm. Lors de la bataille du Grand-Couronné, en septembre 1914, les canons de 75 mm français ratissent en peu de temps 400 000 mètres carrés, les Allemands fuient mais gagnent ailleurs grâce à une artillerie mieux approvisionnée. Dès 1914, André Citroën, constate sur le front, où il a perdu son fils, une pénurie de munitions françaises. Il relaie l'appel d'Alexandre Millerand, futur président de la République. Ce journaliste « patriote » a demandé aux industriels de produire d'urgence  100 000 obus/jour, trois fois plus que les arsenaux. Citroën convainc deux polytechniciens, le général Baquet, chef de l'artillerie, et son adjoint, Louis Loucheur, de sa capacité à créer en trois mois une usine produisant à la chaîne de 5 000 à 10 000 obus/jour, à condition de la spécialiser sur un seul type de munition, l'obus à balles de type shrapnel, pour canon de 75 mm). Le 9 février 1915, l'État lui commande un million d'obus d'ici 200 jours. L'usine de « Munitionettes » implantée quai de Javel, en produit d'abord 10 000 par jour, puis 55 000 par jour en 1917. Elle sera reconvertie quatre mois après la guerre pour créer Citroën. Des milliards de billes de plomb durci d'arsenic et/ou d'antimoine sont fabriquées pour les obus shrapnel. En Haute-Loire, à Ally, les mines d'antimoine de Licoulne, Chassagne et Chazelles, sont fortement mises à contribution, tout comme Vernines, Le Monteil, Le Valadou, Freycenet et la Rodde.
En 1916, l'Algérie produit à elle seule 28 000 tonnes d'antimoine, mais cette accélération de l'extraction épuise la partie connue des gisements, ou semble le faire, comme à Aïn Kerma. La mine du Djebel Hammimat, elle, est même mise sous séquestre car elle avait été reprise vers 1911 par la Société des Mines de Sakamody, soutenue financièrement par la banque Beer, Sondheimer et Cie, basée à Francfort.
Confrontée aux énormes besoins de guerre, la Compagnie des mines de La Lucette doit aussi trouver le moyen de traiter le minerai à grande échelle. Elle loue en mai 1915 les installations d'une fonderie d'antimoine à Langeac, en Haute-Loire. Cette fonderie, avait une première fois été réorganisée en 1901 pour traiter les minerais complexes de la concession de Freycenet-la Rodde d’Ally, mine de plomb argentifère gauloise recyclée dans l'antimoine. Arrêtée depuis janvier 1915, elle va nécessiter d'importants travaux de remise en état. La production, effectuée à partir de minerais algériens, redémarre en août pour les essais. En octobre 1915, la production était de 100 tonnes de régule d'antimoine et 150 tonnes de plomb arsénieux. Les travaux de remise en état ont été organisés par l'ingénieur-chimiste Marcel Douxami, qui deviendra directeur de la compagnie des mines de La Lucette après-guerre.

#### La destruction de l'usine picarde
Avant la Première Guerre mondiale, les Établissements Lufbéry-Chardonnier (ELC) basés à Chauny, dans l'Aisne, avaient le quasi-monopole de la fabrication du soufre doré d'antimoine, utilisé comme colorant et vulcanisant dans l'industrie du caoutchouc, alors en plein essor. La société ne survivra pas aux  bombardements massifs de la Première Guerre mondiale, même si la loi sur les réparations du 17 avril 1919 reconnaît les dommages causés aux biens par le déroulement de la guerre, dont ceux qu'elle a subis, et que le Crédit national est créé pour faciliter la réparation des dommages. Les difficultés des ELC les poursuivent et les obligent à rejoindre en octobre 1927, la Société rémoise de linoleum (Sarlino) puis en 1929 la Société Industrielle et Chimique de l'Aisne, fondée en 1925.

#### La chute des cours mondiaux après la guerre
Après la Première Guerre mondiale, la consommation d'antimoine chute, les cours sont divisés par sept, les gisements étant de toute façon épuisés. Le retour à l’économie libérale s’avère ainsi difficile. Seule la Compagnie des mines de La Lucette déploie alors une stratégie industrielle à long terme, qui lui permet de faire face à l’épuisement de ses minerais de métropole et à la crise de 1929.
La seconde moitié de la décennie 1910 a vu la production mondiale divisée par six: de 63 000 tonnes en 1916, en pleine guerre, elle retombe à 18 000 tonnes en 1920. En France, l'usine auvergnate de Langeac est fermée en 1919.

### Le nouveau paysage mondial du début des années 1920
Au début des années 1920, l'importation se partage sensiblement en trois parties égales : Angleterre, États-Unis et autres pays. La principale productrice est la Chine : 22 000 tonnes par an, devant la Bolivie dont la production fut très forte pendant la guerre (15 000 tonnes en 1916), avant de retomber à seulement 185 tonnes en 1922. L'antimoine se rencontre, en général, en Bolivie, dans les mêmes régions que l'étain: les centres principaux sont le district de Chuquiutu, près de Uncia (Potosi), les environs de Porco et de Tupiza, ce qui a permis d'en faire un producteur de remplacement rapidement pendant la guerre, le prix élevé de l'antimoine pendant le conflit ayant permis le transport. Les prix ont plus que doublé de janvier 1914 à janvier 1915.
Le prix élevé de l'antimoine pendant le conflit mondial a aussi permis de mettre très rapidement à contribution l'énorme gisement chinois, désormais accessible via le chemin de fer, qui durant la guerre produisit plus du double de la consommation mondiale d'antimoine du temps de paix. En 1915, on évalue l'exportation chinoise à 15 000 tonnes d'antimoine métallique. Avant-guerre, la Chine était la principale exportatrice de minerais d'antimoine pour les besoins anglais.
La France produisait jusqu'à 6 000 tonnes d'antimoine avant 1914 et encore 2 500 tonnes en 1916 qui, totalisés avec les 9 000 tonnes de l'Algérie, classaient le pays au 3e rang mondial.

#### L'épuisement des mines d'Auvergne
En 1925, une nouvelle génération constituée d'Edouard Félix Chatillon et son gendre André Baud prend la direction de la Fonderie d’Antimoine fondée par Emmanuel Chatillon en Auvergne. Ne trouvant plus de minerais en Auvergne, l’usine s’approvisionne en Chine, Bolivie, Turquie, Mexique, Grèce, Indochine et Maroc.

#### Les efforts pour prolonger la vie des gisements en Algérie
En 1919 et 1920, après les gros efforts consentis pendant la Première Guerre mondiale, la mine du Nador N'Baïls et celle du Djebel Hammimat produisaient ensemble encore 2 000  à   3 000 tonnes d'antimoine par an, puis c'est 3 000 tonnes en 1924.
Comme la production d'antimoine de son gisement de Mayenne est en fin de vie, la Compagnie des mines de La Lucette doit investir dans les gisements algériens, ou en achète la production, pour ne pas perdre sa fonderie.
Pour relancer l'extraction, l'État français prend le décret du 28 août 1920, créant 7 concessions en Algérie, dont 4 d'antimoine. Le décret du 26 janvier 1923 institue la concession de la Mine d'antimoine d'Aïn Kerma, dans la commune éponyme et sa commune limitrophe Bizot, sur une étendue de 388 hectares, à une petite vingtaine de kilomètres à l'ouest de Constantine (Algérie). La concession est donnée à la Société des mines d'Aïn-Kerma, basée au 4 rue de Rome à Paris, au capital de 1 million de francs, en 10 000 actions de 100 francs. Filiale de la Compagnie des mines de La Lucette, créée à cet effet, elle est surtout propriétaire de l'importante la mine du Nador N'Baïls.
La Compagnie des mines de La Lucette va ensuite augmenter les quantités produites sur ces deux sites, à partir des années 1930, qui verront l'extraction augmenter encore plus, à partir de 1936, à Aïn Kerma, mine où des spécimens de valentinite, en agrégats de cristaux aciculaires, seront exploités en tant que minerai,.

#### Les fusions chez les industriels de Picardie
La Société Industrielle et Chimique de l'Aisne est créée en 1925 sous le nom de Migeot Frères, pour produire de l’oxyde d’étain, des émaux et du trioxyde d’antimoine. En 1929, elle reprend la Sarlino (Société rémoise de linoleum), qui avait elle-même acheté les Établissements Lufbéry-Chardonnier basés à Chauny, dans l'Aisne, industriel qui disposait avant les bombardements massifs de la Première Guerre mondiale sur la Picardie, du quasi-monopole de la fabrication du soufre doré d'antimoine, utilisé comme colorant et vulcanisant dans l'industrie du caoutchouc, alors en plein essor. L'usine est située sur une commune qui sera décorée de la croix de guerre 1914-1918.
L'activité de la Société Industrielle et Chimique de l'Aisne va se centrer sur le trioxyde d’antimoine, dont elle deviendra le premier producteur européen, pour vendre des solutions ignifugeantes sous forme de granulés puis de pâtes, après avoir développé les solutions pour les matières plastiques, pigments blanc opacifiants et ignifuges.

### Années 1930

#### Le krach de 1929
La production auvergnate fut interrompue brutalement par la crise de 1929, qui a provoqué l'effondrement des cours. Seule la mine d'Ouche a fonctionné épisodiquement ensuite, avant de fermer définitivement en 1960.

#### La durée de vie du gisement d'Aïn Kerma prolongée en 1936
La mine d'Aïn Kerma, à première vue épuisée rapidement pendant la Première Guerre mondiale, a fait l'objet en 1930 d'une mission d'un ingénieur, qui a travaillé trois ans à la Compagnie du Boléo. Ensuite, les cours de l'antimoine chutent dans le sillage du Krach de 1929, aliénant la rentabilité de nombreux gisements. La mine d'Aïn Kerma est rouverte en 1932, puis relancée en 1936 par la découverte d'une très importante prolongation de son gisement, grâce aux recherches du docteur en géologie Paul Deleau.
Une ligne à haute tension de 6 kilomètres de long est alors déployée pour alimenter les équipements de la mine d'Aïn-Kerma, ce qui permet d'installer l'éclairage pour les 3 000 habitants du village. La mine va produire 44 000 tonnes de minerai oxydé à 40 % d'antimoine, appelé cervantite, entre 1915 et 1945 (principalement sur neuf ans, de 1936 à 1945). La mine sert de base de liaison au site archéologique romain de Tiddis, tout proche, inauguré en avril 1941 par l'archéologue André Berthier. Le géologue Paul Deleau effectuera pendant la Seconde Guerre mondiale des recherches sur l'étendue du bassin houiller de Djerada, dans le sud oranais et la région de Colomb-Béchar et Abadla, doté d'une de 70 centimètres de charbon sur 4 000 kilomètres carrés.

#### Pic de production au Maroc en 1934
Les gisements d'antimoine exploités par la Compania Española de Beni Mesala" au Maroc, dans ans la région de Ceuta, long de 8 kilomètres, à deux kilomètres de la côte, ont produit jusqu'à 310 tonnes d'élément antimoine en 1934, mais le plus souvent entre 15  et   100 tonnes par an.

### Années 1940
Alors que la Première Guerre mondiale avait été suivie par un effondrement de la production pour des raisons militaires, la Seconde Guerre mondiale est suivie par un envol de la production mondiale passée de 22 000 tonnes à 50 000 tonnes sur la seconde partie de la décennie, puis un bref pic au début de la décennie suivante.

#### Les mines algériennes perturbées par la guerre, montée de la Bolivie, Chine et Mexique
Alors qu'à partir de 1939 le Mexique et la Bolivie se disputent la première place mondiale, en 1944, Raymond Furon note que les trois-quarts de la production mondiale viennent de Bolivie, de Chine et du Mexique. Ce pays exploite alors des mines d'antimoine à Soyatal et Los Téjocotes. Les mines algériennes dépendent d'une fonderie située à Laval, en zone française occupée par les allemands et leur production chute pendant la guerre, l'Algérie étant rapidement libérée. Fin 1942, le personnel de la mine d'Aïn Kerma est mobilisé dans l'Armée d'Afrique du Nord. La mine doit fermer en mai 1945, car la fin de la Seconde Guerre mondiale diminue la demande et fait brusquement chuter les cours mondiaux. Puis elle rouvre en 1947. De nouveaux usages pour l'Ignifugation des textiles et les matières plastiques prendront, peu à peu le relais, grâce aux normes anti-incendie, ce qui permet à la fonderie de Laval de tourner toujours à plein régime.

### Années 1950

#### Les nouveaux débouchés de l'antimoine
Le secteur de l'ignifugation devient le principal consommateur d'antimoine, en assurant près de 70 % des débouchés commerciaux à ce métal, à partir des progrès technologiques de la seconde moitié du XXe siècle. L'ignifugation désigne un ensemble de traitements utilisés pour améliorer la résistance au feu, par des alliages associant des composés de l'antimoine à  des donneurs d'halogène. Lorsque l'oxyde d'antimoine est utilisé seul dans un polymère, il ne provoque aucun effet de retard à la combustion, mais en présence des additifs halogénés, il réagit beaucoup mieux. Les Etats-Unis importent de l'antimoine d'Algérie à cette fin dès juin 1955.
L'ingénieur Pierre Thiéry, interrogé par la commission des douanes américaines, a développé des produits dérivés des oxydes d'antimoine, parmi lesquels le Triox et le "Plastriox", le second permettant son incorporation dans les plastiques pour les ignifuger et d'autres produits utilisés pour l'ignifugation des tissus,. Le "Plastriox" est une gamme de mélanges de poudres, de pâtes et de Dry-Blend produits à partir du Triox, associé à différents additifs solides ou liquides tels que les dérivés du Zinc, les dérivés halogénés, le PVC, et les plastifiants liquides,.

#### L'Auvergne fusionne avec l'Aisne
En 1958, André Baud, héritier de l'usine créée dans les années 1880 par Emmanuel Basse Vitalis en Auvergne, qui produit le Pigmantinox, la vend aux frères Migeot à Chauny, de l'Aisne.

#### La guerre d'Algérie
Progressivement, la mine du Nador N'Baïls monte à son tour en puissance, avec une production deux fois plus massive que celle d'Aïn Kerma, mais d'une teneur environ trois fois moins élevée. Alors qu'elle produisait, au début, surtout du zinc, la mine du Nador N'Baïls devient peu à peu le principal fournisseur d'antimoine d'Algérie, avec 6 000 tonnes par an, soit l'équivalent de la consommation totale française et toujours 5 517 tonnes en 1956, année où le conseil d'administration examine une proposition de fondre l'antimoine sur place, plutôt que l'acheminer par camions, trains et bateaux vers la fonderie de Laval, via le port d'Annaba. La mine du Nador N'Baïls est pillée par un commando du FLN le 8 novembre 1954 et immédiatement placée sous la protection d'un détachement de l'armée française, qui y restera huit ans, jusqu'en 1962. Résultat de cette occupation, l'extraction d'antimoine par la Compagnie des mines d'Aïn Kerma est plus que divisée par deux l'année suivante. Elle passe de 8244 tonnes en 1854 à 3395 tonnes en 1855. Il faudra plusieurs années pour que la production se rétablisse.
En 1959, avec l'autre principal gisement algérien de la compagnie, celui d'Aïn Kerma, la mine du Nador N'Baïls produit 8 200 tonnes par an, malgré la guerre d'Algérie.

### Années 1960
Après les Accords d'Évian de 1962, c'est essentiellement la mine du Nador N'Baïls qui a été exploitée, en raison de la facilité offerte par la présence d'autres métaux, et surtout grâce à la ligne de chemin de fer reliant Guelma au port Annaba. Sa production a chuté à 640 tonnes en 1962 puis plus rien en 1963, contre 2 224 tonnes en 1961, avant de remonter à 1 380 tonnes en 1968. Elle fournissait 100 % de la production d'antimoine algérien en 1970. En 2011, la production mondiale d'antimoine, d'environ 160 000 tonnes, soit cinq fois ce que l'Algérie produisait à elle seule en 1917, était concentrée à plus de 90 % en Chine et à 3 % en Bolivie.

### Années 1970
De nouveaux producteurs sont apparus au cours des années 1970, l'offre mondiale n'est plus concentrée en trois lieux comme en 1944. L'exploitation des Mines d'antimoine du Murchison Range monte en puissance dès le début de la décennie en Afrique du Sud, autour de la plus grande mine d'antimoine du monde, à Gravelotte et en 1971, ce gisement fera de l'Afrique du Sud le premier producteur mondial, devant la Chine, qu'elle dépasse à la décennie suivant avant de s'incliner finalement devant elle, la Chine dominant le marché mondial à partir du milieu des années 1980. Au Canada, c'est la relance de la production à la mine d’antimoine de Consolidated Durham Mines and Resources, à Lake George, région de Fredericton, Nouveau-Brunswick. Découvert en 1864, ce gisement avait été exploité par intermittence pendant un siècle. La mine fermera en 1981, pour être remise en valeur en 1984. C’est, à l’époque, la seule mine d’antimoine au Canada, et la plus grande en
Amérique du Nord.
À la fin des années 1970, 70 % de la production des mines d'antimoine  dans le monde est située dans six régions, dont trois grandes : Chine (28 % de l'offre mondiale), Bolivie (14 % de l'offre mondiale) et Mexique (11 % de l'offre mondiale).
Parmi les trois régions minières plus modestes, l'Afrique du Sud (7 % de l'offre mondiale) et la Yougoslavie-Turquie (6 % de l'offre mondiale, avec les mines de Krupanj, où à la fin du XIXe siècle, une fonderie de plomb et d'antimoine fut installée dans la ville, Bujanovac, Turhal et Sagir). Vient ensuite l'Amérique du Nord (3 % de l'offre mondiale).
Au cours de la guerre du Vietnam, qui s'achève en 1973, une importante quantité d'antimoine était nécessaire pour l'ignifugation des toiles de tentes, d'où un fort ralentissement de la demande à la fin de la guerre, en 1974, qui contribue à la surproduction mondiale, et à une chute des cours mondiaux de l'antimoine. Le régule d'antimoine vaut 16 050 francs le kilo en 1974 mais plus que 15 740 francs l'année suivante. L'année 1976 est marquée par un rebond à 19 450 francs le kilo mais c'est la rechute en 1977 (14 800 francs le kilo) et surtout en 1978 (12 400 francs le kilo).

### Années 1980

#### La Chine accélère sa croissance
Dès 1981 en Chine, environ 1 700 tonnes de minerai sont exploitées chaque jour dans la mine d'antimoine de Xikuangshan, d'une teneur modeste, entre 2 et 3 % d'antimoine pur.

#### La Bolivie pèse 20% du marché mondial
La Bolivie a extrait environ un cinquième de l'antimoine mondial à la fin des années 1980, ce qui en a fait le premier producteur parmi les économies de marché. Les entreprises privées étaient responsables de tous les sites de production d'antimoine. La plus grande était l'Empresa Minera Unificada, qui contrôlait les deux plus grandes mines d'antimoine:
- La mine de Caracota, dans le Département de Potosí, est un des plus importants centres d'extraction d'antimoine du pays, avec Churquini et Rosa de Oro.
- Les mines de Chilcobija, exploitées dès 1900 pour des minerais traités par flottation, près de la frontière argentine, furent riches en argent, plomb, cuivre, étain, zinc et antimoine. La ville de Tupiza, toute proche des mines, se trouve sur le territoire ancestral des Chichas. Ce fut l'un des principaux producteurs d'antimoine dans les années 1970, mais la plupart du temps, le site n'est plus exploité.

Les petites et moyennes sociétés minières ont généré une moyenne de 9 500 tonnes d'antimoine par an du milieu à la fin des années 1980, qui ont été essentiellement exportées.
L'antimoine, un élément stratégique utilisé dans l'ignifugation et les composés semi-conducteurs, a été exporté sous forme de concentrés, trioxydes et d'alliages, dans toutes les régions du monde, avec la plupart des ventes effectuées vers la Grande-Bretagne et le Brésil.

### Années 1990
Au cours du premier semestre de l'année 1994, une baisse spectaculaire de l'offre d'antimoine de la Chine, jusque là premier producteur mondial avec de quoi assurer environ 70 % de la demande mondiale, ce qui cause une flambée de l'antimoine sur le marché mondial, le cours officiel passant de 1 500 à 5 000 dollars la tonne en moins de huit mois, pour la référence en Europe la cotation publiée par le Metal Bulletin.
De 1985 à 1990, la Chine a exporté en moyenne de 50 000 à 55 000 tonnes par an de concentrés de trioxyde d'antimoine. En 1991 et 1992, ses exportations sont tombées à 22 000 tonnes par an, faute d'avoir investi en matériel nécessaire, notamment pour exploiter les ressources en sous-sol, à un moment où les autres producteurs, la Bolivie (8 % du marché mondial) ou le Kirghizistan et la Russie (5 % ou 6 %), ont ralenti leur production. En 1994, des inondations en Chine ont touché les régions productrices, où se trouvent les mines les plus facilement exploitables, ce qui cause une contraction de l'offre. De plus, les négociants constatent alors que « les Chinois ne respectent plus aucun contrat et préfèrent livrer leur marchandise au plus offrant plutôt aux partenaires qui avaient des contrats. Les problèmes des mines chinoises font alors le affaires de la société sud-africaine Consolidated Murchison, filiale du géant minier sud-africain Johannesburg Consolidated Investment, qui exploite la plus grande mine d'antimoine du monde, à Gravelotte en assurant plus de 14 % de la production mondiale et voit son action  multipliée par sept en un an, à la Bourse.

## XXIesiècle

### Années 2000
L'histoire des mines d'antimoine est marquée par une pénurie mondiale qui fait s'envoler les cours entre le début de 2009 et le début 2011, une trop grande partie de l'offre mondiale (plus des neuf-dixièmes) étant concentrée en Chine, la production sud-africaine étant divisée par deux sur la décennie, même si la Bolivie prend le relais pour devenir deuxième producteur mondial. En seulement, deux ans, les cours sont multipliés par 4,5 , selon le panorama 2011 du marché de l'antimoine tracé par un rapport du BRGM. Les producteurs chinois ont amplifié cette hausse en retardant ou limitant leurs livraisons.

### Années 2010
La domination chinoise du marché s'accentue dans les années 2010, dans le sillage des forces géopolitiques qui pèsent sur le marché des métaux rares. Pour l’antimoine comme pour le tungstène, la Chine assure plus de 80 % de la production mondiale

### Les grands producteurs mondiaux au début duXXIesiècle
La Chine est de très loin le premier producteur mondial en 2016:
| Production, en milliers de tonnes | 2016 |
| Monde                             | 150  |
| Chine                             | 115  |
| Russie                            | 9    |
| États-Unis                        | 5,5  |
| Bolivie                           | 5    |
| Tadjikistan                       | 4,7  |
| Turquie                           | 4,4  |
| Birmanie                          | 3,5  |

## Les grandes périodes de l'économie mondiale
- La très forte croissance mondiale des années 1830 interrompue par la Panique de 1837.
- La très forte croissance mondiale des années 1850, interrompue par le Krach de 1857.
- La longue dépression 1873 à 1896 dans le sillage de la Crise bancaire de mai 1873.
- La forte croissance mondiale des années 1900, interrompue par la Première Guerre mondiale.
- La très forte croissance mondiale des années 1920, interrompue par le Krach de 1929.
- Grande dépression des années 1930 dans le sillage du Krach de 1929.
- La forte croissance mondiale des années 1945 à 1974, interrompue par le Premier choc pétrolier.

## Sociétés et groupes industriels cités
- Mines d'antimoine de Xikuangshan (Chine)
- Empresa Minera Unificada (Bolivie)
- Société des mines et fonderies de zinc de la Vieille-Montagne (Belgique)
- Compagnie des mines de La Lucette (France)
- Société Industrielle et Chimique de l'Aisne (France)